# Untitled 4 Ballads
«Untitled 4 Ballads» es el sencillo n.º 22 de la banda Every Little Thing.

## Información
UNTITLED fue el primer sencillo de 4 caras lanzado por la banda, y de las 4 canciones 3 fueron incluidas más tarde en el siguiente álbum de estudio Many Pieces. La canción ROOM quedó calificada más tarde solo como un lado b. Se especula que por este sencillo fue pospuesto el lanzamiento de Many Pieces en septiembre del 2002, ya que como contenía tantas canciones que iban a ser incluidas en el álbum, podría perjudicar las ventas.

## Promoción
Inicialmente solo había sido grabado un video musical para UNSPEAKABLE, pero más tarde también fue grabado uno para nostalgia (después del lanzamiento del sencillo), que fue incluido en un DVD lanzado titulado con el mismo nombre de la canción.
UNSPEAKABLE fue utilizado en comerciales para un producto de la empresa Canon llamado Pikusasu, ROOM en comerciales para los caramelos Hachimitsu Kinkannodo Ame de Nobel, nostalgia en el drama O Gibo Santoissho, y Ai no Uta en una de las películas de Inuyasha.
Este sencillo es uno de los más exitosos de la banda, y uno de los #1s que poseen.

## Canciones
1. UNSPEAKABLE
2. Ai no Uta (愛の謳?)
3. ROOM (ルーム?)
4. nostalgia
5. UNSPEAKABLE (Instrumental)
6. Ai no Uta (愛の謳?) (Instrumental)
7. ROOM (ルーム?) (Instrumental)
8. nostalgia (Instrumental)

- Datos: Q3325573